# Killing Gentleman
Pour plus de détails, voir Fiche technique et Distribution.
Killing Gentleman (The Merry Gentleman) est un film américain réalisé par Michael Keaton, présenté au Festival de Sundance en janvier 2008, avant de connaître une sortie limitée aux États-Unis le 1er mai 2009. En France, le film sort directement en DVD en mai 2010.

## Synopsis
Après avoir été frappé par son mari violent, le policier Michael Elkhart, Kate Frazier décide de fuir à Chicago, où elle trouve un travail de secrétaire dans une entreprise. Elle se lie d'amitié avec sa collègue de travail Diane mais reste isolée, embarrassée par l’œil au beurre noir laissé par la dernière attaque de Michael. La plupart des gens qu'elle rencontre ont un caractère bas, ce qui renforce ses sentiments de solitude et de vivre en recluse. Un soir, le tueur professionnel Frank Logan, stationné sur un immeuble en face de celui où travaille la jeune femme, se prépare à abattre une personne à un autre étage des lieux. Après avoir achevé son travail, Logan enlève sa chapeau et se met sur le rebord alors qu'il se prépare apparemment à sauter. Alors qu'elle regarde la neige tomber, Kate l'aperçoit et crie pour l'empêcher de sauter, ce qui le fait sursauter et tomber en toute sécurité sur le toit. 
Pour mettre un peu de gaieté dans sa vie, Kate achète un sapin de Noël, qu'elle a du mal à faire entrer dans son appartement. Au même moment, elle fait la rencontre de Frank. La jeune femme ne le reconnaît pas comme l'homme qui voulait se jeter dans le vide. Ce dernier l'aide à porter le sapin chez elle. Plus tard, Frank se rend de nouveau chez Kate, mais s'effondre sur le pas de sa porte, victime d'une pneumonie. Kate l'emmène à l'hôpital et se lie d'amitié avec Frank, dont elle ignore tout de ses activités de tueur. Quelque temps après sa libération, elle mentionne le vieux chapeau qu'il porte et s'interroge sur « les choses qu'elle a vues », évoquant sans le savoir les nombreux hommes que Frank a assassinés. Parallèlement, l'inspecteur Murcheson, chargé d'enquêter sur le meurtre de l'homme tué par Frank le soir où Kate l'a empêché de sauter du rebord de l'immeuble, tombe sous le charme de Kate et l'invite à dîner. Pensant être invitée pour parler de l'enquête, elle met un terme au rendez-vous lorsqu'elle comprend que les motivations romantiques du policier.
La police n'a pas trouvé de lien reliant Frank au meurtre, en raison de l'assassinat d'un autre homme, qu'il a ensuite tué de manière à faire croire à la police qu'il s'est suicidé. Un jour, Michael retrouve la trace de Kate et entre par effraction dans son appartement. Ce dernier, laissant la carte de l'hôtel où il loge, jure être devenu un homme changé et croyant, mais cette rencontre bouleverse Kate, qui en parle à Murcheson. Frank débarque chez Kate au moment où le policier parle avec la jeune femme au sujet de Michael. Grâce à la carte de l'hôtel laissé par Michael, Frank se rend dans la chambre de Michael et le tue, déguisant son meurtre en suicide. 
Murcheson demande à Kate un second rendez-vous, ce qu'elle accepte à contrecœur. Le dîner tourne court quand Murcheson fait part à Kate de ses soupçons à l'égard de Frank, pensant qu'il est le tueur qu'il recherche. Troublée, Kate s'enfuit du restaurant et se rend dans une église, où Frank la retrouve. Ce dernier lui dit la vérité mais s'est promis de jamais lui faire du mal. Peu après, Frank quitte l'église et sort tranquillement de la vie de Kate, choisissant de ne pas la soumettre à la peur de connaître un tueur professionnel. Le lendemain, Murcheson tente de rendre visite à Kate dans son appartement, mais s'en va quand cette dernière refuse de répondre. 
Les détails exacts du départ de Frank restent ambigus. Envisageant apparemment de se suicider, il se rend sur un haut pont enjambant une forêt et jette son chapeau dans la rivière tout en bas. Puis une autre voiture arrive et un homme en sort. Nous voyons plus tard Frank récupérer son chapeau de l'eau. Insatisfait de son travail de tailleur au quotidien, après avoir laissé le seul aspect agréable de sa vie et replacé le symbole familier de son côté sinistre sur la tête, il s'en va dans les bois.

## Fiche technique
- Titre original : The Merry Gentleman
- Titre français : Killing Gentleman
- Réalisation : Michael Keaton
- Scénario : Ron Lazzaretti
- Musique : Edward Shearmur
- Décors : Jennifer Dehghan
- Costumes : Susan Kaufmann
- Photographie : Chris Seager
- Son : Alex Riordan
- Montage : Grant Meyers et Howard E. Smith
- Production : Tom Bastounes et Steven A. Jones
- Sociétés de production : Jackson Income Fund, Merry Gentleman et South Water Pictures
- Sociétés de distribution : Samuel Goldwyn Films (en) (États-Unis), Universal Pictures (France)
- Pays d’origine :  États-Unis
- Langue originale : anglais
- Format : couleur (FotoKem) — 35 mm — 2,35:1 (Panavision) — son Dolby Digital
- Genre : drame, thriller
- Durée : 92 minutes (110 minutes lors de sa présentation au Festival de Sundance)
- Dates de sortie : 
  - États-Unis : 18 janvier 2008 (Festival de Sundance), 1er mai 2009 (sortie limitée)
  - France : 25 mai 2010 (sortie directement en DVD)

## Distribution
- Michael Keaton (VF : Patrick Osmond) : Frank Logan
- Kelly Macdonald (VF : Julie Turin) : Kate Frazier
- Tom Bastounes (VF : Jérôme Pauwels) : Dave Murcheson
- Mike Bradecich : Larry
- Bobby Cannavale (VF : Constantin Pappas) : Michael
- William Dick : Mr. Weiss
- Greg Mills : Steve
- Darlene Hunt (en) (VF : Sybille Tureau) : Diane
- Sean Fortunato (VF : Philippe Chaine) : Ted
- Gerald O. Heller : le patron du restaurant
- Guy Van Swearingen (VF : Christophe Desmottes) : Billy Goldman

 Source et légende : version française (VF) sur RS Doublage

## Sortie et accueil

### Réception critique
Le film connaît un accueil critique mitigé, obtenant un taux d'approbation de 65% sur le site Rotten Tomatoes, sur une base de 77 critiques collectées et une moyenne de 5,9/10. Dans son consensus, le site note que le premier film réalisé par Keaton est « une étude de personnage lente, grandement aidée par les performances de Keaton et Kelly MacDonald ». Le site Metacritic, ayant recensé 19 critiques, lui attribue un score de 55/100.

### Box-office
La sortie limitée du film sur le territoire américain n'a pas permis à Killing Gentleman de rencontrer le succès au box-office. Le long-métrage n'a engrangé que 347 977 $ de recettes.

## Autour du film
- Au départ Michael Keaton n'était pas destiné au rôle de réalisateur. C'était le scénariste Ron Lazzeretti qui devait réaliser le film, mais il eut l'appendicite et ne put donc pas assurer ce rôle.
- Patrick Osmond double Michael Keaton dans la version française comme il l'avait déjà assuré dans Batman & Batman, le défi.